# Terina renifera
Terina renifera är en fjärilsart som beskrevs av W. Warren 1897. Terina renifera ingår i släktet Terina och familjen mätare. Inga underarter finns listade i Catalogue of Life.